# Mercedes-Benz SLS AMG E-Cell
Mercedes-Benz SLS AMG E-Cell é um carro-conceito criado pela montadora alemã Mercedes-Benz que utiliza propulsão elétrica.

## Caracteristicas
- Potência: 573 cv
- Aceleração: 0 a 100 km/h em 4 segundos.
- Autonomia: Não fornecida pela empresa.
- Motor: Quatro motores elétricos de 98 kW ,acoplados diretamente as rodas.
- Bateria: Baterias de íons de Lítio